# Irène Kaufer
Irène Kaufer (Cracovia, 26 de febrero de 1950 - Bruselas, 5 de noviembre de 2022) fue una escritora, activista feminista y lesbiana sindicalista belga.

## Biografía
Irène Kaufer nació el 26 de febrero de 1950 en Cracovia, Polonia. Sus padres, judíos, supervivientes del Holocausto, se instalaron en Bruselas durante la Exposición Universal de 1958.
En 1968, Irène Kaufer estudió psicología en la Universidad Libre de Bruselas. El 11 de noviembre de 1972 en el día de la mujer en el pasaje 44 de Bruselas, que fue el detonante de su compromiso feminista de forma duradera. Feminista lesbiana, comenzó a hacer campaña con el grupo Biches Sauvages, que pasaría a llamarse Homo-L. También participó en la creación de la casa de mujeres de la rue du Méridien 79 en Saint-Josse-ten-Noode.
Tras haber desarrollado la mayor parte de su carrera en una empresa de comercio cultural, la Fnac, donde fue delegada sindical, finalizó su carrera como gestora de proyectos en Garance, una organización sin ánimo de lucro para la prevención de la violencia de género y la autodefensa feminista. En la década de 1970, escribió y participó en la redacción de la revista POUR. Contribuía de forma habitual con la revista feminista Axelle, así como ocasionalmente en otras publicaciones.
Murió el 5 de noviembre de 2022.

## Publicaciones
- Fausses pistes, éd. Luc Pire, 1996.
- Parcours féministes (entretien avec Françoise Collin), éd. Labor, 2005.
- Déserteuses, éd. Academia-L’Harmattan, 2015.
- Dibbouks, éd. de l’Antilope, 2021.[8]